# Çamlıalan, Şenkaya
Çamlıalan là một xã thuộc huyện Şenkaya, tỉnh Erzurum, Thổ Nhĩ Kỳ. Dân số thời điểm năm 2011 là 1.09 người.